# Đại học trọng điểm quốc gia Việt Nam
Đại học, Trường Đại học, Học viện trọng điểm quốc gia (Việt Nam) là những đại học (quốc gia, vùng và theo lĩnh vực), trường đại học và học viện định hướng nghiên cứu, hàng đầu của quốc gia, được chính phủ ưu tiên giao quyền tự chủ như: được tự in và cấp bằng tiến sĩ; được toàn quyền cử cán bộ đi học nước ngoài, trừ những trường hợp du học bằng ngân sách nhà nước; được chủ động mời và tiếp nhận giảng viên, sinh viên nước ngoài đến học và giảng dạy; được đề xuất mở những ngành đào tạo chưa có trong danh mục đào tạo. Bên cạnh đó, Hiệu trưởng sẽ quyết ngân sách đầu tư thiết bị và xây dựng cơ bản mà không phải thông qua Bộ Giáo dục và Đào tạo của Việt Nam.
Hiện nay, ở Việt Nam có 20 cơ sở giáo dục đại học được chọn xây dựng thành đại học trọng điểm quốc gia bao gồm 02 đại học quốc gia, 03 đại học vùng, 03 đại học theo lĩnh vực và 12 trường đại học, học viện theo các lĩnh vực và ngành trọng điểm quốc gia (sư phạm, y dược, kinh tế, nông nghiệp, công nghệ, kỹ thuật quân sự, quân y, hàng hải, báo chí & truyền thông, quản lý nhà nước & hành chính công).
Theo kế hoạch của chính phủ, sẽ xây dựng các trường đại học nghiên cứu trọng điểm quốc gia có trình độ đào tạo và nghiên cứu tiên tiến làm đầu tàu cho sự phát triển mạng lưới các trường đại học tại Việt Nam. Về đội ngũ giảng viên sẽ có trình độ tiến sĩ >75%.

## Các trường đại học, đại học và học viện trọng điểm quốc gia
| STT | Loại                               | Đại học                                      | Vai trò |
| --- | ---------------------------------- | -------------------------------------------- | --- |
| 1   | Đại học quốc gia                   | Đại học Quốc gia Hà Nội                      | Hệ thống đại học đào tạo và nghiên cứu khoa học cơ bản, ứng dụng và công nghệ hàng đầu Miền Bắc.                                       |
| 2   | Đại học quốc gia                   | Đại học Quốc gia Thành phố Hồ Chí Minh       | Hệ thống đại học đào tạo và nghiên cứu khoa học cơ bản, ứng dụng, kỹ thuật và công nghệ hàng đầu Miền Nam.                             |
| 3   | Đại học vùng                       | Đại học Huế                                  | Hệ thống đại học lớn nhất vùng Bắc Trung Bộ.                                                                                           |
| 4   | Đại học vùng                       | Đại học Đà Nẵng                              | Hệ thống đại học lớn nhất vùng Nam Trung Bộ.                                                                                           |
| 5   | Đại học vùng                       | Đại học Thái Nguyên                          | Hệ thống đại học lớn nhất khu vực Trung du và Miền núi phía Bắc.                                                                       |
| 6   | Đại học vùng                       | Đại học Cần Thơ                              | Đại học lớn nhất vùng Đồng bằng sông Cửu Long.                                                                                         |
| 7   | Đại học theo lĩnh vực              | Đại học Bách khoa Hà Nội                     | Đại học đầu ngành khối các trường kỹ thuật và công nghệ ở Miền Bắc.                                                                    |
| 8   | Đại học theo lĩnh vực              | Đại học Kinh tế Thành phố Hồ Chí Minh        | Đại học đầu ngành khối các trường trường kinh tế, quản lý, quản trị kinh doanh và công nghệ ở Miền Nam.                                |
| 9   | Đại học theo lĩnh vực              | Đại học Kinh tế Quốc dân                     | Đại học đầu ngành khối các trường trường kinh tế, quản lý, quản trị kinh doanh và công nghệ ở Miền Bắc.                                |
| STT | Loại                               | Trường đại học                               | Vai trò |
| 10  | Trường đại học vùng                | Trường Đại học Vinh                          | Cơ sở giáo dục đại học lớn thứ hai vùng Bắc Trung Bộ.                                                                                  |
| STT | Lĩnh vực                           | Trường đại học                               | Vai trò |
| 11  | Giáo dục                           | Trường Đại học Sư phạm Hà Nội                | Trường đại học đầu ngành khối các trường sư phạm ở Miền Bắc.                                                                           |
| 12  | Giáo dục                           | Trường Đại học Sư phạm Thành phố Hồ Chí Minh | Trường đại học đầu ngành khối các trường sư phạm ở Miền Nam.                                                                           |
| 13  | Vận tải                            | Trường Đại học Hàng hải Việt Nam             | Trường đại học đầu ngành khối các trường giao thông vận tải và logistics, kinh tế vận tải biển của Việt Nam.                           |
| 14  | Khoa học sức khỏe                  | Trường Đại học Y Hà Nội                      | Trường đại học đầu ngành khối các trường y, dược ở Miền Bắc.                                                                           |
| 15  | Khoa học sức khỏe                  | Đại học Y Dược Thành phố Hồ Chí Minh         | Trường đại học đầu ngành khối các trường y, dược ở Miền Nam.                                                                           |
| STT | Lĩnh vực                           | Học viện                                     | Vai trò |
| 16  | Kỹ thuật                           | Học viện Kỹ thuật Quân sự                    | Học viện đầu ngành khối các trường kỹ thuật và công nghệ quân sự, công nghiệp quốc phòng Việt Nam.                                     |
| 17  | Kỹ thuật                           | Học viện Nông nghiệp Việt Nam                | Học viện đầu ngành khối các trường nông nghiệp của Việt Nam.                                                                           |
| 18  | Khoa học sức khỏe                  | Học viện Quân y                              | Học viện đầu ngành về y dược học quân sự Việt Nam.                                                                                     |
| 19  | Báo chí và truyền thông            | Học viện Báo chí và Tuyên truyền             | Học viện đầu ngành khối các trường đào tạo về triết học chính trị, công tác tư tưởng, văn hoá Việt Nam.                                |
| 20  | Quản lý nhà nước & hành chính công | Học viện Hành chính và Quản trị công         | Học viện đầu ngành khối các trường đào tạo về quản lý nhà nước, hành chính công và phục vụ lãnh đạo, quản lý cho nền công vụ Việt Nam. |

## Các đại học, học viện, trường đại học đang xây dựng đề án lên trọng điểm quốc gia
Đại học vùng được quy hoạch
1. Trường Đại học Vinh
2. Trường Đại học Nha Trang
3. Trường Đại học Cần Thơ
4. Trường Đại học Tây Nguyên

Trường đại học đầu ngành khối các trường pháp luật
1. Trường Đại học Luật Hà Nội [1].
2. Trường Đại học Luật Thành phố Hồ Chí Minh [1].

Trường đại học, học viện đầu ngành khối các trường nghệ thuật, diễn viên, đạo diễn và biên kịch
1. Học viện Âm nhạc Quốc gia Việt Nam
2. Trường Đại học Sân khấu - Điện ảnh Hà Nội.
3. Trường Đại học Sân khấu - Điện ảnh Thành phố Hồ Chí Minh.

Trường đầu ngành khối các trường đào tạo các cán bộ, sĩ quan thuộc khối Lực lượng Vũ trang Nhân dân
1. Học viện Cảnh sát nhân dân.
2. Học viện An ninh nhân dân.

Trường đại học đầu ngành khối các trường y dược
1. Trường Đại học Y Hà Nội.
2. Trường Đại học Y Dược Thành phố Hồ Chí Minh.

Trường đại học đầu ngành khối các trường xây dựng & kiến trúc
- Đại học Xây dựng Hà Nội.

Trường đại học đầu ngành khối các trường tài chính
- Học viện Tài chính.

Trường đại học đầu ngành khối các trường thông tin & truyền thông
- Học viện Công nghệ Bưu chính Viễn thông.

Trường đại học đầu ngành khối các trường môi trường
- Trường Đại học Tài nguyên và Môi trường Hà Nội.[3]

#### Các trường dự kiến trở thành đại học trọng điểm
1. Dự kiến có 30 đại học trọng điểm ở Việt Nam